# COS (时装品牌)
COS源自於瑞典，是H&M集团旗下的時裝品牌，創立於2007年。 COS 是“Collection of Style”的缩写。该品牌定價屬中高檔，賣點是極簡主義，耐穿可持续。 

## 历史

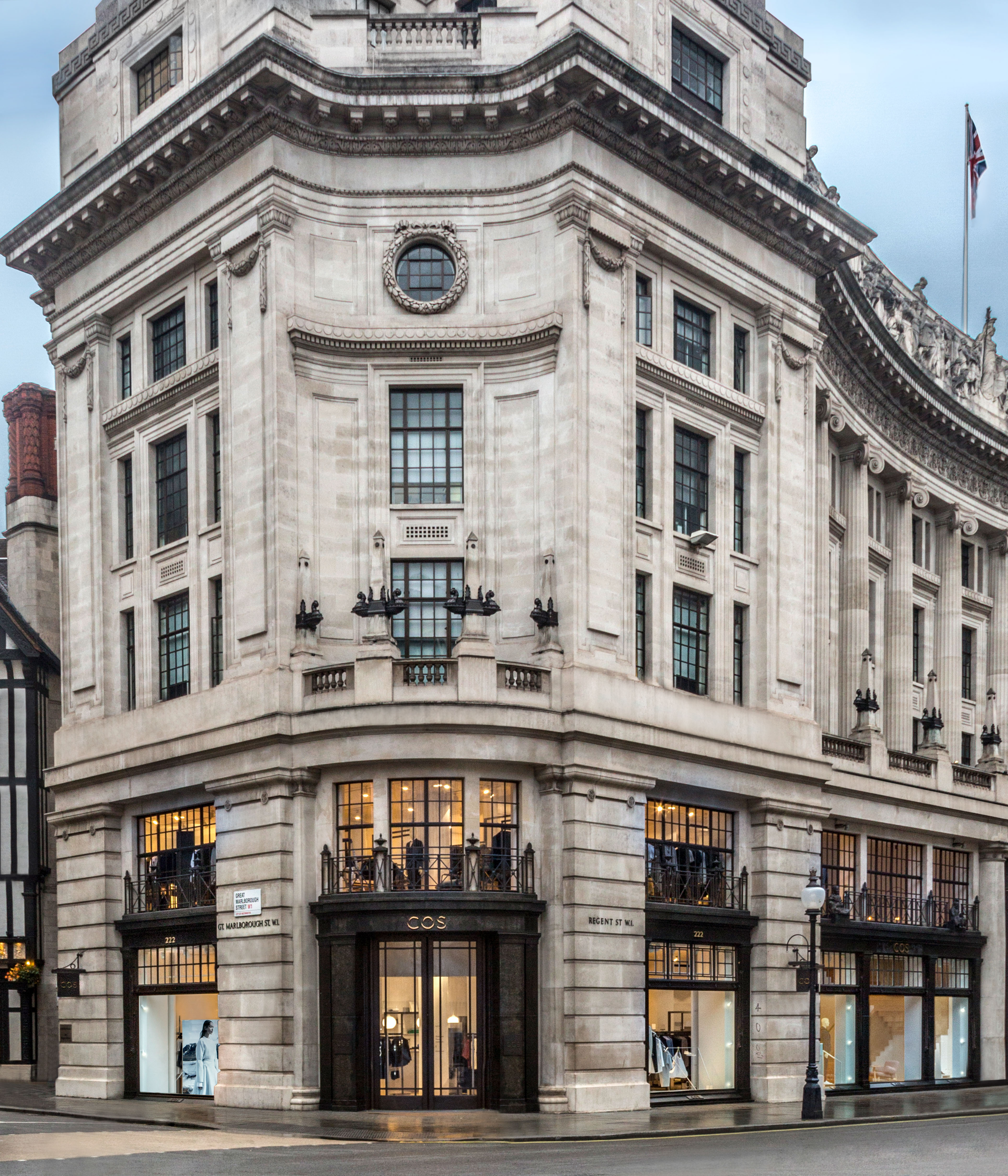
位於英国伦敦摄政街的門店

2007年3月，第一家COS門店在伦敦摄政街开业。2011年，COS推出网上商店。2014年，北美第一家COS門店开业。
截至2022年12月，COS在全球47个国家/地区開設了259家门店，并在38个国家/地区开設網店。 

## 藝術家合作
2016, 合作夥伴: Sou Fujimoto, 環境設計, 於米蘭設計週呈現。
2017, 合作夥伴: Studio Swine, 裝置藝術, 於米蘭設計週呈現。
2019, 合作夥伴: Arthur Mamou-Mani, 裝置藝術, 於米蘭設計週呈現。
2020, 合作夥伴: ecoLogicStudio, 裝置藝術, 於米蘭設計週呈現。
2022, 合作夥伴: Lea Colombo, 成衣膠囊系列。